# Shoo (cantante)
Yoo Soo-young (Yokohama; 23 de octubre de 1981), conocida profesionalmente como Shoo, es una cantante y actriz surcoreana. Debutó como miembro del grupo S.E.S. en 1997 y continuó hasta 2002 cuando el grupo se disolvió.

## Biografía
Yoo Soo-young o Shū Kunimitsu nació el 23 de octubre de 1981, en Yokohama, Japón. Su padre es coreano y su madre es japonesa.
Fue inicialmente parte de proyecto mixto junto a Son Ho-young y Danny Ahn de g.o.d y Kim Hwan-sung de NRG, pero decidió unirse a S.M. Entertainment tras una exitosa audición en la compañía.
Se casó con el jugador de baloncesto Im Hyo sung, el 11 de abril de 2010 en el Seoul Renaissance Hotel. Shoo estaba embarazada en ese momento. En junio de 2010, la pareja le dio la bienvenida a su primer hijo, Im Yoo. En abril de 2013 dio a luz a las gemelas, Im Ra-yool y Im Ra-hee.

## Carrera

### S. E. S.
Debutó con S. E. S. en 1997. El grupo pasó a convertirse en el más vendido del K-pop de su generación. Desde su debut, publicaron cinco álbumes coreanos y dos japoneses. Oficialmente se separaron en 2002, debido al vencimiento de sus contratos con SM Entertainment. Bada y Eugene dejaron SM Entertainment después de que sus contratos terminaron, mientras que ella se quedó en la compañía hasta 2006.

### Debut como solista
En enero de 2010, regresó a la escena musical con el lanzamiento de su primer miniálbum, Devote One's Love con el sencillo Only You.
En marzo de 2014 firmó con RUN Entertainment y regresó a su carrera como actriz.